# Liturgischer Kelch (Byzanz)

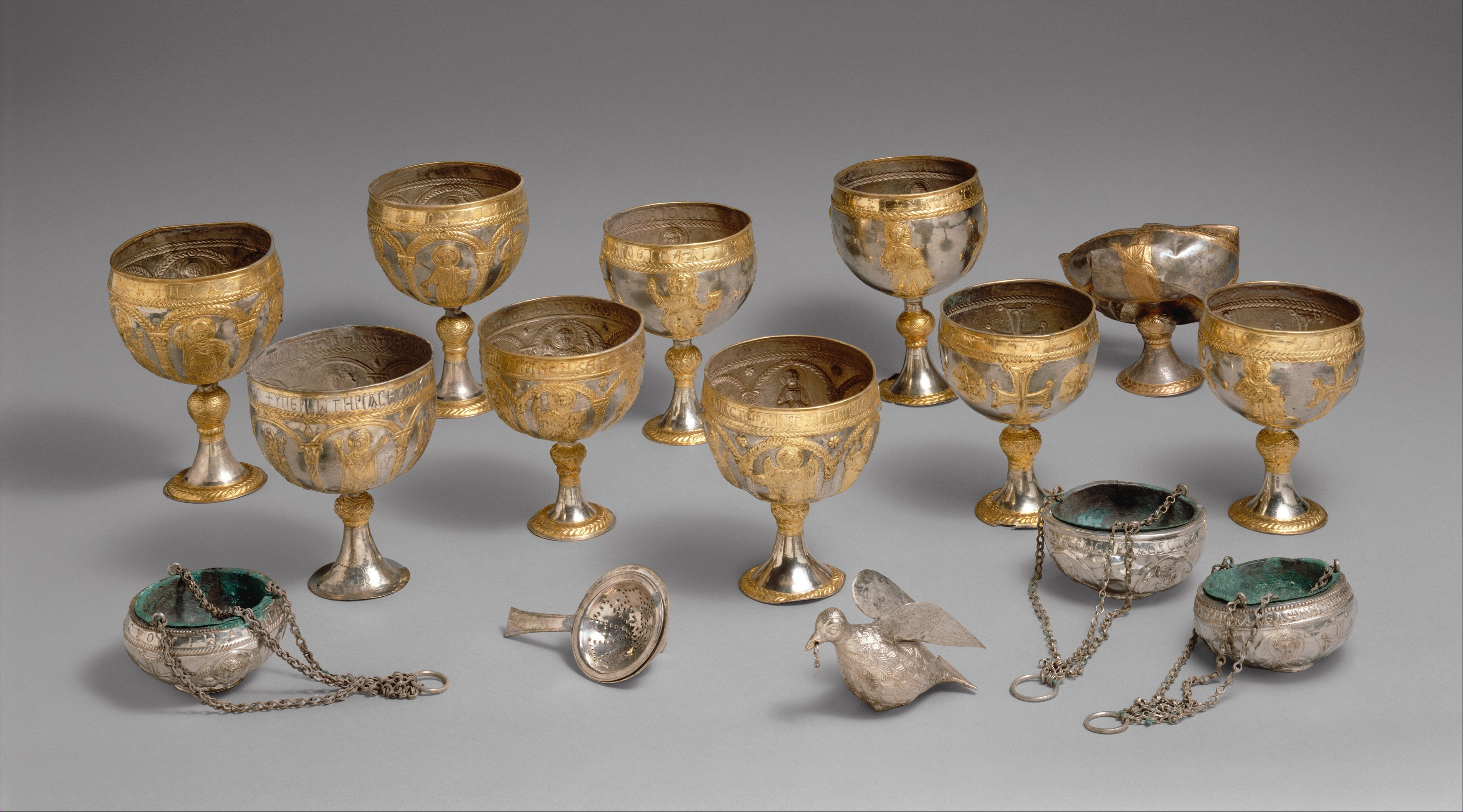
Kelche und anderes Kirchengerät im Schatz von Attarouthi (Metropolitan Museum of Art)

Der liturgische Kelch (ποτήριον potḗrion, deutsch ‚Trinkgefäß‘ oder σκύφος skýphos, deutsch ‚Trinkgefäß mit Henkeln‘) ist ein Gefäß zur Aufnahme des Weins in der orthodoxen Eucharistiefeier (Göttliche Liturgie). Zusammengehörige Sets aus Weihebrotschale (Diskos) und Kelch wurden seit dem 7. Jahrhundert in Byzanz als δισκοποτήρια diskopotḗria bezeichnet.

## Geschichtliche Entwicklung

### Frühbyzantinische Kelche
Silberkelche sind seit dem 6. Jahrhundert aus Schatzfunden im byzantinischen Raum bekannt. Goldkelche, die in den Quellen erwähnt werden, blieben aus dieser Zeit nicht erhalten. Bei den Kelchen aus Schatzdeponierungen ist teilweise uneindeutig, ob sie dem liturgischen Gebrauch dienten oder prunkvolles Tafelgeschirr waren. Denn auch nicht-liturgisches Gerät wurde in Byzanz mit Kreuzen, religiösen Inschriften und Motiven verziert. Bereits die Kelche der frühbyzantinischen Schatzfunde zeigen die später für dieses liturgische Gefäß konfessionsübergreifend typische „kräftig ausladende Becherform über trichterförmigem Fuß, meistens mit Nodus“. Einige Kelche haben zwei Henkel. Die Außenseite der Cuppa kann mit religiösen Motiven verziert sein und hat oft eine am oberen Rand umlaufende Inschrift. 
- Zum Schatz von Beth Misona (Cleveland Museum of Art) gehören ein Diskos und drei offenbar liturgische Kelche. Ihre weite Cuppa ist an der Außenseite mit Medaillons verziert, die einen jugendlichen Christus, die Gottesgebärerin Maria und die Apostel Petrus und Paulus darstellen. Ein Kelch hat eine Weihinschrift, die ihn als Stiftung des Priesters Kyriakos, Sohn des Domnos, an die Sergioskirche zu Zeiten des Priesters Zeno ausweist.
- Zum Schatz von Kaper Koraon gehören mehrere Kelche, darunter einer (Walters Art Museum), dessen Cuppa durch Arkaden gegliedert ist, in denen Kreuze und Begleitfiguren stehen.[1]
- Der Schatz von Attarouthi (heute im Metropolitan Museum of Art in New York) weist zehn silberne, teilvergoldete Kelche auf, die zu den feinsten frühbyzantinischen Gefäßen dieses Typs gehören.[2]

### Mittel- und spätbyzantinische Kelche
Eine am oberen Rand der Cuppa außen umlaufende Inschrift ist seit mittelbyzantinischer Zeit ein liturgisches Zitat (Einsetzungsworte o. ä.), während Weihinschriften am Fuß des Kelchs angebracht wurden. Das Zitat der Einsetzungsworte macht auch eindeutig, dass es sich um einen liturgischen Kelch handelt.
Nach dem 9. Jahrhundert wurden Kelche mit einer Cuppa aus Halbedelstein, Bergkristall oder Glas gefertigt. Diese Spitzenstücke der mittelbyzantinischen Goldschmiedekunst weisen eine Fassung aus vergoldetem Silber auf. Weitere Verzierungen, etwa mit Email und Perlen, zeigen die für jene Periode typische virtuose Kombination verschiedener kostbarer Materialien. Die meisten liturgischen Kelche in den Kirchengemeinden waren allerdings über die ganze byzantinische Zeit hin aus Bronze, oft verzinnt. 
Der Kirchenschatz von San Marco in Venedig weist mehrere liturgische Kelche aus Byzanz auf, die wahrscheinlich als Beutestücke aus der Plünderung Konstantinopels 1204 stammen. Ein hervorragendes Beispiel ist der sogenannte „Kelch der Patriarchen“: Er ist 27,3 cm hoch mit einer Cuppa aus Sardonyx, die in vergoldetes Silber gefasst ist und am oberen Rand die Inschrift aufweist: + ΠΙΕΤΕ ΕΞ ΑΥΤΟΥ ΠΑΝΤ[ΕΣ] ΤΟΥΤ[Ο] Μ[ΟΥ] ΕΣΤ[Ι] ΤΟ ΑΙΜΑ Τ[Ο] ΤΗΣ Κ[ΑΙ]ΝΗΣ ΔΙΑΘΗΚΗΣ Τ[Ο] ΥΠΕΡ ΥΜ[ΩΝ] Κ[ΑΙ] ΠΟΛΛΩΝ ΕΚΧΥΝΟΜ[ΕΝΟΝ] ΕΙΣ ΑΦΕΣΙΝ ΑΜΑΡΤ[ΙΩΝ] („Trinket alle daraus, dies ist mein Blut des neuen Bundes, das für euch und für viele vergossen wird“). Auf den Bändern, mit denen die Cuppa gefasst ist, und am Fuß sind Darstellungen mehrerer Heiliger in Senkschmelz-Cloisonné zu sehen: die Märtyrer Demetrios, Prokopios, Theodor und Akyndinos und die Bischöfe bzw. Patriarchen Johannes Chrysostomos, Gregor von Nazianz, Ignatios der Jüngere und Theophylakt von Nikomedien.
Aus spätbyzantinischer Zeit ist ein liturgischer Kelch mit dem Monogramm des Despoten von Morea, Manuel Kantakouzenos († 1380), hervorzuheben, der sich im Athoskloster Vatopedi befindet. Dieses kostbare Gefäß (sogenannter „Jaspis von Vatopedi“) ist 19,5 cm hoch und hat, inbegriffen die beiden Henkel, eine maximale Breite von 32 cm. Der Kelch weist eine flache, weite Cuppa aus Jaspis auf, die in vergoldetes Silber gefasst ist. Die vergoldeten Henkel haben die Gestalt schlanker Drachen. Der Fuß ist ein eleganter Achtpass, der ebenso wie der Nodus lateineuropäischen, wahrscheinlich über Venedig vermittelten Einfluss zeigt.
Zum Schatz der Sophienkathedrale von Nowgorod gehören zwei sehr ähnliche liturgische Henkelgefäße des 12. Jahrhunderts. Sie zeigen, dass sich die Goldschmiede der Rus an mittelbyzantinischen Vorbildern orientierten. Der silberne, vergoldete Kosta-Krater ist 21,5 cm hoch; die Cuppa hat einen Durchmesser von 20,5 cm. Am oberen Rand liest man die Einsetzungsworte in Kirchenslawisch. Vier stehende Figuren schmücken die Außenseite, davon sind drei bei beiden Kratern identisch (Christus mit Evangelium und Segensgestus, Maria in Orantenhaltung und Apostel Petrus). Der Kosta-Krater hat als vierte Figur die heilige Anastasia, beim Bratilo-Krater ist es die heilige Barbara.

Byzantinische Kelche
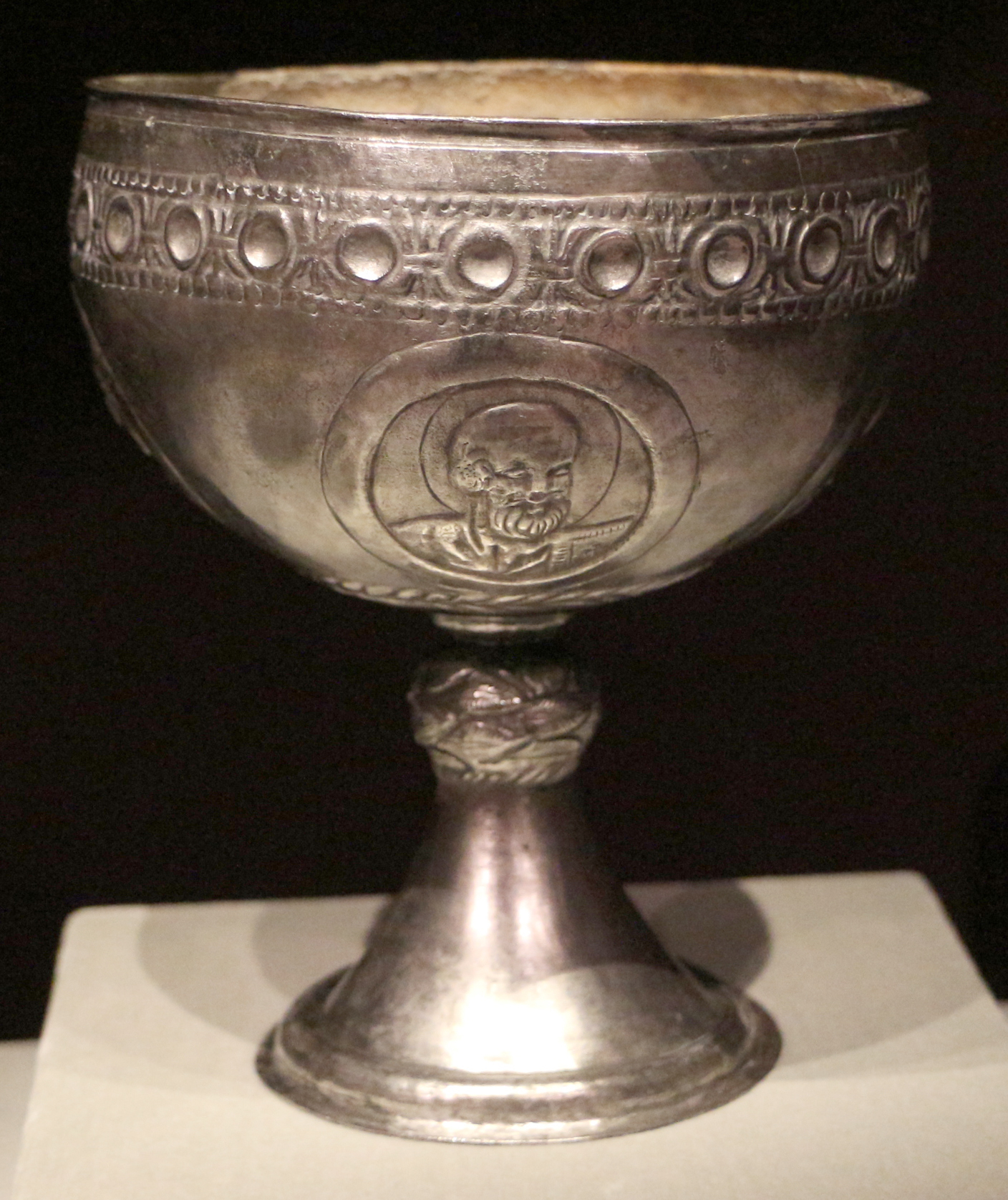
Schatz von Beth Misona, Syrien, 6./7. Jahrhundert
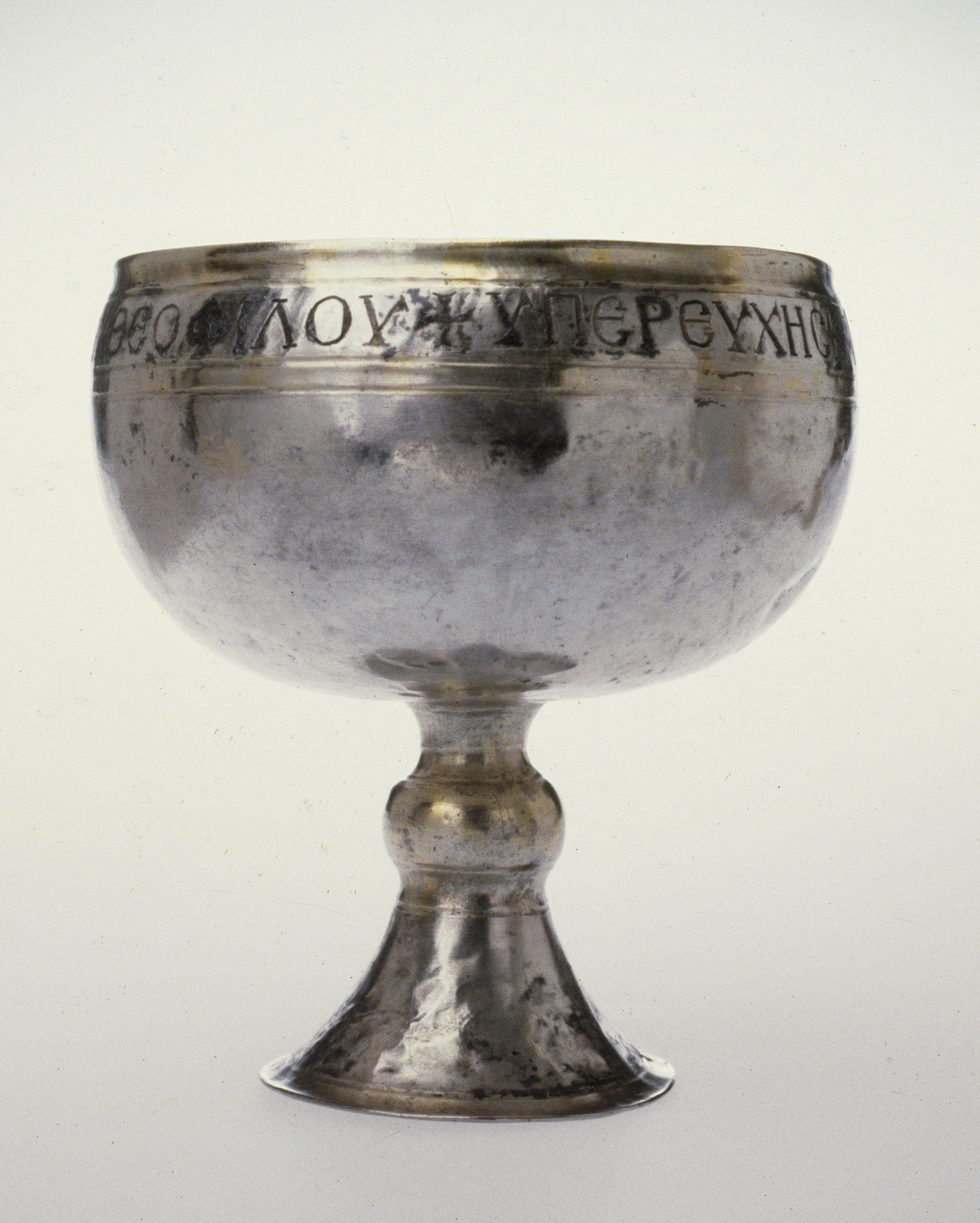
Schatz von Kaper Koraon, Syrien, 6./7. Jahrhundert
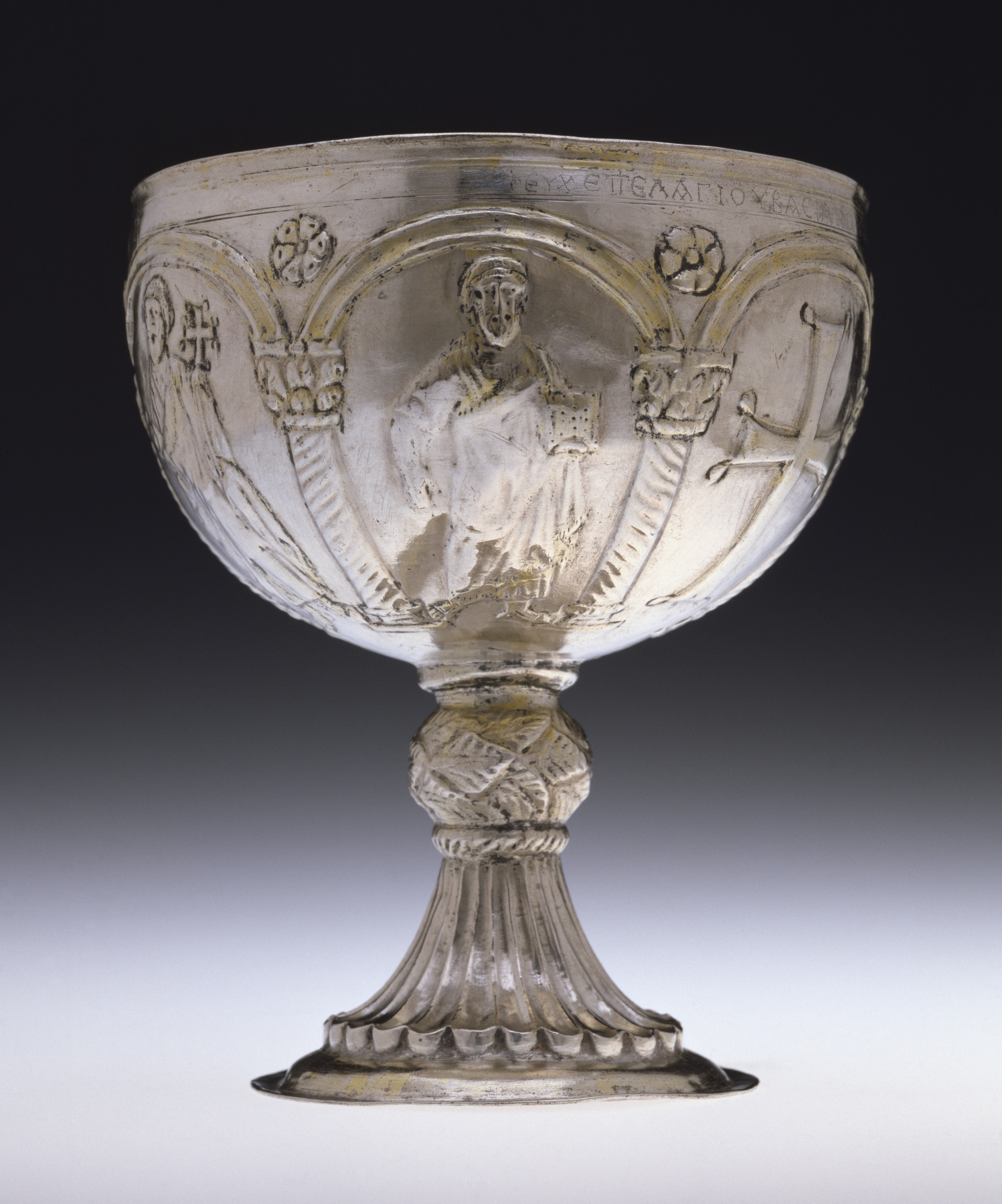
Schatz von Kaper Koraon, Syrien, frühes 7. Jahrhundert
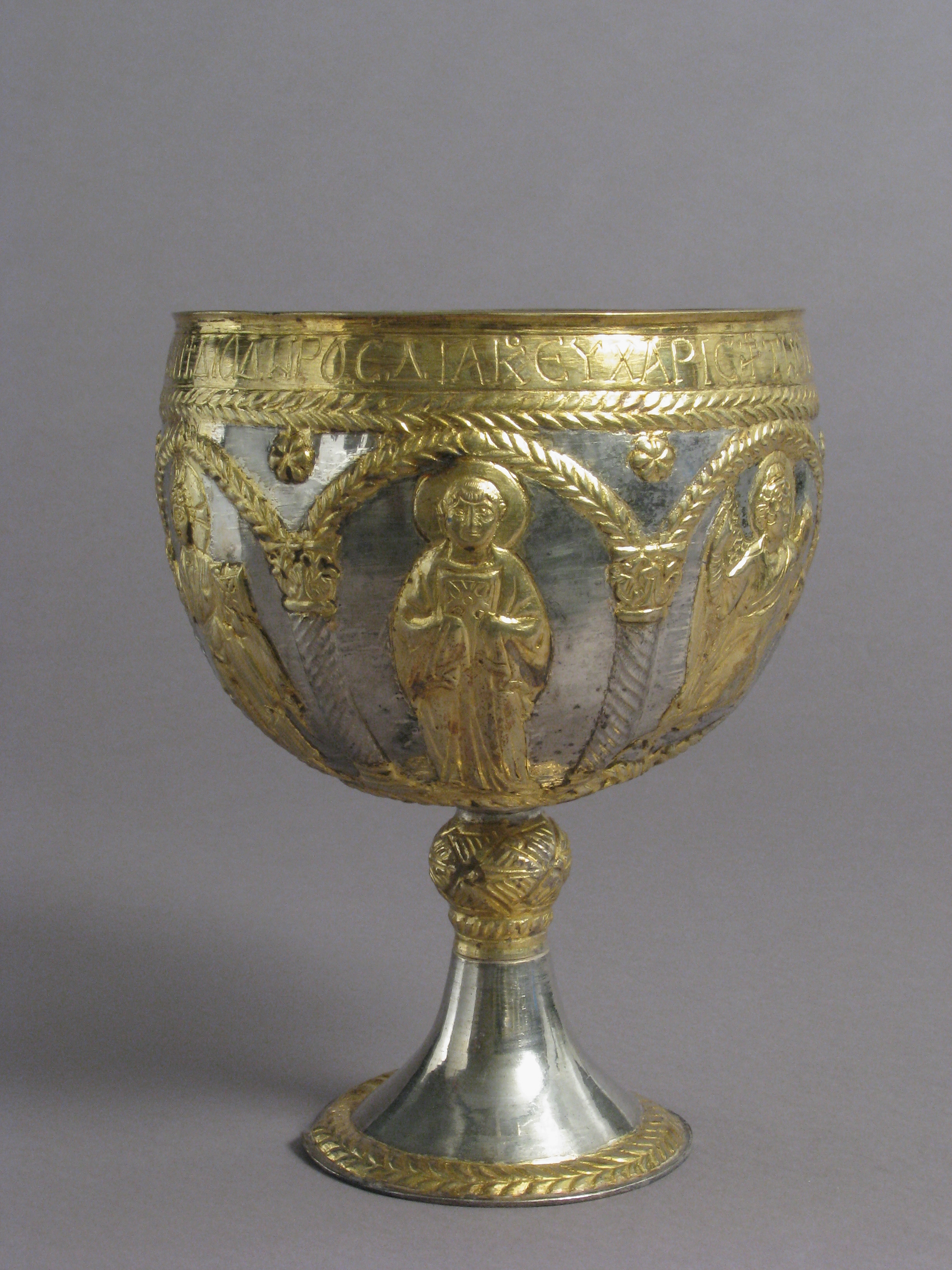
Schatz von Attarouthi, 6./7. Jahrhundert
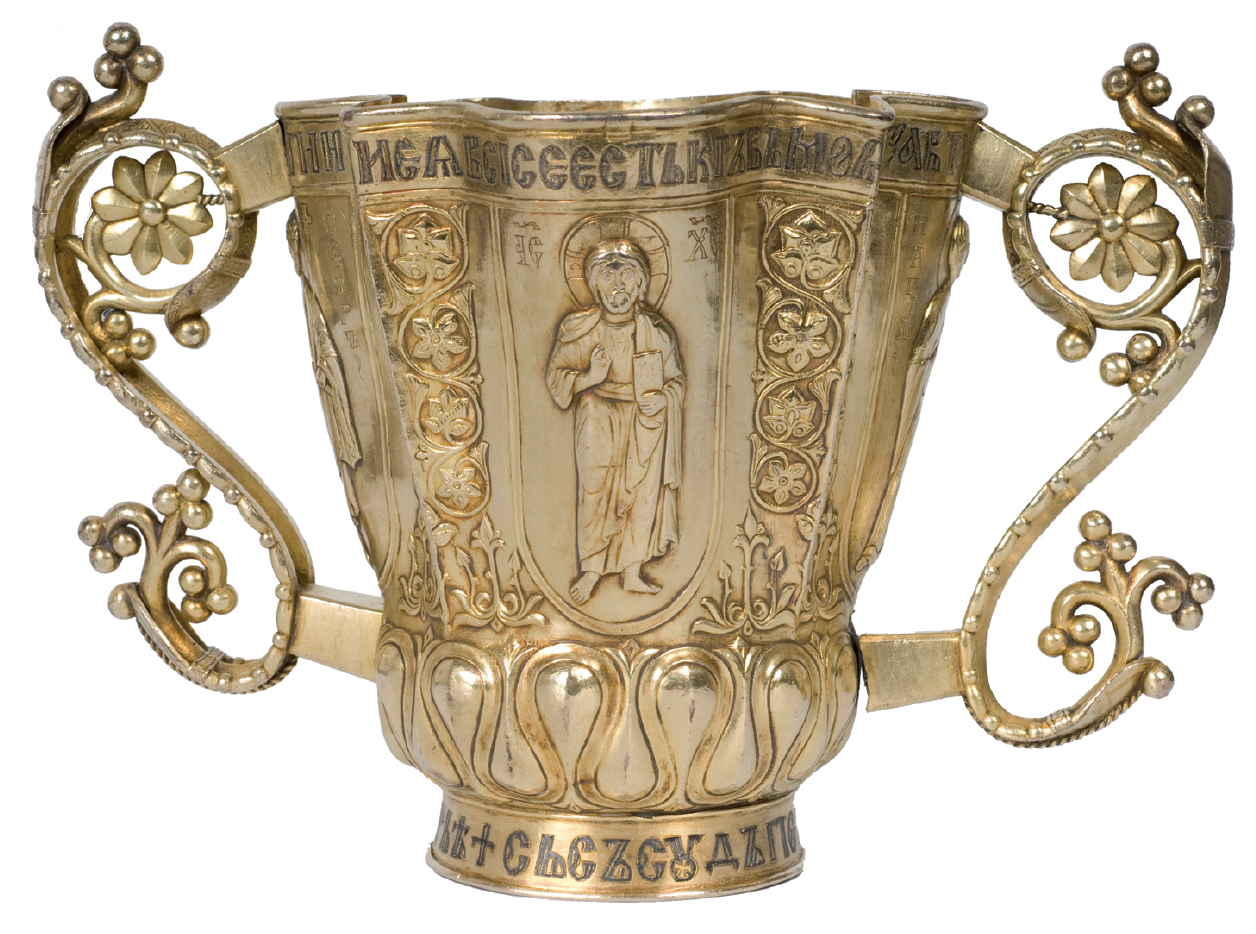
Kosta-Krater, Nowgorod, 12. Jahrhundert